# Elberta (Utah)
Elberta é uma Região censo-designada localizada no estado norte-americano de Utah, no Condado de Utah.

## Demografia
Segundo o censo norte-americano de 2000, a sua população era de 278 habitantes.

## Geografia
De acordo com o United States Census Bureau tem uma área de
36,0 km², dos quais 35,9 km² cobertos por terra e 0,1 km² cobertos por água.

## Localidades na vizinhança
O diagrama seguinte representa as localidades num raio de 16 km ao redor de Elberta.